# Kerkáskápolna
Kerkáskápolna (slovensko Pokrivnica) je vas na Madžarskem, ki upravno spada pod podregijo Őriszentpéteri Železne županije.